# Spirit 201
Spirit 201 – samochód zaprojektowany dla Spirit Racing przez Johna Baldwina i Gordona Coppucka, który brał udział w zawodach Formuły 1 w roku 1983 i w zawodach Formuły 2 w latach 1982–1984.
W Formule 2 samochód ten był napędzany dwulitrowym wolnossącym silnikiem BMW.
W Formule 1 był napędzany silnikiem turbodoładowanym Honda o pojemności 1,5 litra. Kierowcą był Szwed Stefan Johansson. Spirit 201 zadebiutował w 1983 podczas Race of Champions na torze Brands Hatch, ale Johansson nie ukończył wyścigu wskutek awarii silnika. Pierwszym Grand Prix Formuły 1 wliczanym do klasyfikacji mistrzostw, w którym wziął udział ten samochód, było Grand Prix Wielkiej Brytanii. Wystawiono wtedy zmodyfikowaną wersję 201C, w której Johansson zakwalifikował się na 15 pozycji. Jednakże problemy z silnikiem w niedzielę rano spowodowały, że Johansson ścigał się zwykłym modelem 201. Model 201C ścigał się jeszcze tylko w Grand Prix Niemiec i Holandii. Najlepszym wynikiem samochodu było siódme miejsce w Holandii.

## Wyniki
| Legenda oznaczeń w tabelach wyników Wyświetl szablon na nowej stronie | Legenda oznaczeń w tabelach wyników Wyświetl szablon na nowej stronie                                                                     |
| Oznaczenie                                                            | Wyjaśnienie |
| --------------------------------------------------------------------- | --- |
| Złoty                                                                 | Zwycięzca lub mistrzostwo |
| Srebrny                                                               | 2. miejsce lub wicemistrzostwo |
| Brązowy                                                               | 3. miejsce lub II wicemistrzostwo |
| Zielony                                                               | Ukończył, punktował (w klasyfikacji generalnej, gdy zdobył co najmniej jeden punkt na przestrzeni sezonu, poza trzema powyższymi opcjami) |
| Niebieski                                                             | Ukończył, nie punktował (w klasyfikacji generalnej, gdy nie zdobył co najmniej jednego punktu na przestrzeni sezonu)                      |
| Czerwony                                                              | Nie zakwalifikował się (NZ) |
| Czerwony                                                              | Nie prekwalifikował się (NPK) |
| Różowy                                                                | Nie ukończył (NU) |
| Różowy                                                                | Niesklasyfikowany (NS) (w klasyfikacji generalnej, gdy nie został sklasyfikowany w żadnym wyścigu sezonu)                                 |
| Czarny                                                                | Zdyskwalifikowany (DK) |
| Czarny                                                                | Wykluczony (WYK/EX) |
| Biały                                                                 | Nie wystartował (NW) |
| Biały                                                                 | Kontuzjowany (K/INJ) |
| Biały                                                                 | Wyścig odwołany (OD/C) |
| Bez koloru                                                            | Został wycofany (WYC/WD) |
| Bez koloru                                                            | Nie przybył (NP/DNA) |
| Bez koloru                                                            | Nie brał udziału w treningach (NT/DNP) |
| Bez koloru                                                            | Nie został zgłoszony (–) |
| Pogrubienie                                                           | Start z pole position |
| Kursywa                                                               | Najszybsze okrążenie wyścigu |
| †                                                                     | Nie ukończył, ale jego rezultat został zaliczony ze względu na przejechanie więcej niż 90% dystansu wyścigu.                              |
| *                                                                     | Sezon w trakcie |
| 1/2/3                                                                 | Punktowana pozycja w sprincie kwalifikacyjnym                                                                                             |
| Lista systemów punktacji Formuły 1                                    | |

| Sezon | Zespół        | Silnik | Opony | Kierowcy         | 1   | 2   | 3   | 4   | 5   | 6   | 7   | 8   | 9   | 10  | 11  | 12  | 13  | 14  | 15  | Pkt. | Msc. |
| ----- | ------------- | ------ | ----- | ---------------- | --- | --- | --- | --- | --- | --- | --- | --- | --- | --- | --- | --- | --- | --- | --- | ---- | ---- |
| 1983  | Spirit Racing | Honda  | G     | Stefan Johansson | BRA | USW | FRA | SMR | MCO | BEL | DET | CND | GBR | DEU | AUT | NLD | ITA | EUR | ZAF | 0    | –    |
| 1983  | Spirit Racing | Honda  | G     | Stefan Johansson |     |     |     |     |     |     |     |     | NU  | NU  | 12  | 7   | NU  | 14  |     | 0    | –    |